# I millennio a.C.
Il I millennio a.C. inizia il 1º gennaio dell'anno 1000 a.C. e termina il 31 dicembre dell'anno 1 a.C. incluso.

## Avvenimenti
- Età del ferro – Lo sfruttamento dei giacimenti aumenta i traffici commerciali e il movimento delle popolazioni.
- 1000 a.C. ca. - 1000 a.C. le tribu illiriche (messapi, dauni, japigi) colonizzano la Puglia e Marche . Le tribù ebraiche si federano intorno ad un regime monarchico: le figure regali più rilevanti sono Davide e Salomone. Dopo la morte di Salomone, il regno si divide in regno di Giuda e regno di Israele.
- 841 a.C. - Inizio dell'interregno Gonghe: i duchi di Zhou e di Zhao esautorano Zhōu Lìwáng, 10º Re della dinastia Zhou occidentale e reggono una diarchia che mantiene il potere fino all'828 a.C..
- 753 a.C. - Viene fondata la città di Roma.
- 734 a.C. ca. - Mentre Acaz è re di Giuda, i regni di Aram ed Efraim cercano di forzarlo ad una alleanza contro gli Assiri: si scatena la guerra siro-efraimita.
- 722-721 a.C. – Gli Assiri conquistano il regno di Israele: la popolazione viene deportata[1].
- 701 a.C. – Gli Assiri assediano Gerusalemme (è re di Giuda Ezechia).
- VII secolo a.C. – L'Egitto è sottomesso dagli Assiri.
- 675 a.C. – Gli Assiri conquistano Sidone.
- 660-525 a.C. – La dinastia saitica dona all'Egitto un ultimo periodo di prosperità.
- 626-539 a.C. – Secondo impero babilonese.
- 587 a.C. – I Babilonesi deportano una parte della popolazione ebraica in Mesopotamia.
- 586-573 a.C. – Nabucodonosor II assedia Tiro fino alla sottomissione.
- 538 a.C. – Ciro il Grande permette agli Ebrei di ritornare in Palestina.
- 525 a.C. – Cambise riduce l'Egitto ad una provincia dell'Impero persiano.
- 509 a.C. - Tarquinio il Superbo viene bandito da Roma, che diventa una repubblica.
- 332 a.C. – Alessandro Magno conquista la Fenicia.
- 323 a.C. – Tolomeo Lago fonda la dinastia tolemaica.
- 63 a.C. – La Palestina diviene un protettorato romano.
- 30 a.C. – L'Egitto diviene una provincia romana.
- 27 a.C. – Inizia l’età imperiale di Roma sotto Ottaviano Augusto.

## Invenzioni, scoperte, innovazioni
- Prima metà del VI secolo a.C.: Attivi i filosofi della physis; si sviluppa il pensiero di Talete e Anassimandro.
- 585 a.C.: Talete prevede un'eclissi solare.
- Seconda metà del VI secolo a.C.: attività dei filosofi Anassimene, Pitagora, Senofane.
- Fine del VI secolo-inizi del V secolo a.C.: attività dei filosofi Parmenide ed Eraclito.
- Fine del VI secolo a.C.: Ecateo di Mileto, geografo e padre della storiografia greca, pubblica il suo Giro della Terra (Periegesis).
- Metà del V secolo a.C.: attività dei filosofi Zenone, Anassagora ed Empedocle.
- 469 a.C.-470 a.C.: nasce Socrate.
- Seconda metà del V secolo a.C.: attività del filosofo Democrito.
- 432 a.C.: si adotta il ciclo metonico, scoperto da Metone di Atene, che riforma il calendario.
- 429 a.C.: Ippocrate di Coo aiuta a debellare la peste ad Atene.
- 427 a.C.: nasce Platone.
- 399 a.C.: processo e morte di Socrate.
- 384 a.C.: nasce Aristotele.
- 350 a.C.: Prassitele, Briassi, Leochares, Timoteo e Scopas lavorano al mausoleo di Alicarnasso.
- 301 a.C.: fioritura di Euclide.
- 301 a.C.: fondazione della Stoà.
- 312 a.C.: i Romani costruiscono la via Appia, che conduce da Roma a Capua.
- Metà del III secolo a.C.: l'astronomo Aristarco di Samo calcola la distanza del Sole dalla Terra e dà avvio alla trigonometria.
- 106 a.C.: nasce Cicerone.
- 101 a.C.: nasce Gaio Giulio Cesare.
- 7-6 a.C.: nasce Gesù di Nazaret.
- 4 a.C.: nasce Seneca il giovane.